# Elezioni comunali in Italia del giugno 1993

## Piemonte

### Torino
| Candidati                      | Candidati                       | II turno                 | II turno                 | I turno | I turno | Liste                                  | Voti    | %     | Seggi |
| Candidati                      | Candidati                       | Voti                     | %                        | Voti    | %       | Liste                                  | Voti    | %     | Seggi |
| ------------------------------ | ------------------------------- | ------------------------ | ------------------------ | ------- | ------- | -------------------------------------- | ------- | ----- | ----- |
|                                | Valentino Castellani ✔️ Sindaco | 280 092                  | 57,32                    | 122 423 | 20,33   | Partito Democratico della Sinistra     | 41 553  | 9,53  | 14    |
| Alleanza per Torino            | Valentino Castellani ✔️ Sindaco | 280 092                  | 57,32                    | 122 423 | 20,33   | 31 366                                 | 7,20    | 10    |       |
| Federazione dei Verdi          | Valentino Castellani ✔️ Sindaco | 280 092                  | 57,32                    | 122 423 | 20,33   | 18 034                                 | 4,14    | 6     |       |
|                                | Diego Novelli                   | 208 596                  | 42,68                    | 217 506 | 36,12   | Rifondazione Comunista                 | 63 842  | 14,65 | 4     |
| La Rete                        | Diego Novelli                   | 208 596                  | 42,68                    | 217 506 | 36,12   | 30 890                                 | 7,09    | 2     |       |
| Alleanza Verde per Torino      | Diego Novelli                   | 208 596                  | 42,68                    | 217 506 | 36,12   | 15 034                                 | 3,45    | 1     |       |
| Partito Pensionati             | Diego Novelli                   | 208 596                  | 42,68                    | 217 506 | 36,12   | 5 890                                  | 1,35    | –     |       |
| Seggio di coalizione           | Seggio di coalizione            | Seggio di coalizione     | 42,68                    | 217 506 | 36,12   | 1                                      |         |       |       |
|                                | Domenico Comino                 | Domenico Comino          | Domenico Comino          | 117 410 | 19,50   | Lega Nord                              | 102 045 | 23,41 | 6     |
| Seggio di coalizione           | Seggio di coalizione            | Seggio di coalizione     | Domenico Comino          | 117 410 | 19,50   | 1                                      |         |       |       |
|                                | Giovanni Zanetti                | Giovanni Zanetti         | Giovanni Zanetti         | 79 050  | 13,13   | Democrazia Cristiana                   | 54 230  | 12,44 | 3     |
| Torino Liberale                | Giovanni Zanetti                | Giovanni Zanetti         | Giovanni Zanetti         | 79 050  | 13,13   | 11 697                                 | 2,68    | –     |       |
| Seggio di coalizione           | Seggio di coalizione            | Seggio di coalizione     | Giovanni Zanetti         | 79 050  | 13,13   | 1                                      |         |       |       |
|                                | Ugo Martinat                    | Ugo Martinat             | Ugo Martinat             | 27 798  | 4,62    | Movimento Sociale Italiano             | 25 555  | 5,86  | –     |
| Seggio di coalizione           | Seggio di coalizione            | Seggio di coalizione     | Ugo Martinat             | 27 798  | 4,62    | 1                                      |         |       |       |
|                                | Maurizio Lupi                   | Maurizio Lupi            | Maurizio Lupi            | 11 413  | 1,90    | Lega Vento del Nord                    | 4 222   | 0,97  | –     |
| Verdi Verdi                    | Maurizio Lupi                   | Maurizio Lupi            | Maurizio Lupi            | 11 413  | 1,90    | 3 196                                  | 0,73    | –     |       |
| W le donne - Lista delle Donne | Maurizio Lupi                   | Maurizio Lupi            | Maurizio Lupi            | 11 413  | 1,90    | 1 075                                  | 0,25    | –     |       |
| Pensionati Uniti               | Maurizio Lupi                   | Maurizio Lupi            | Maurizio Lupi            | 11 413  | 1,90    | 760                                    | 0,17    | –     |       |
|                                | Marziano Marzano                | Marziano Marzano         | Marziano Marzano         | 10 460  | 1,74    | Unità Socialista per Torino (PSI-PSDI) | 11 676  | 2,68  | –     |
|                                | Claudio Pioli                   | Claudio Pioli            | Claudio Pioli            | 10 131  | 1,68    | Lega per Torino                        | 9 232   | 2,12  | –     |
|                                | Giuseppe Giacomo Zingaro        | Giuseppe Giacomo Zingaro | Giuseppe Giacomo Zingaro | 3 440   | 0,57    | Lega Pensionati Insieme                | 3 131   | 0,72  | –     |
|                                | Roberto Viticci Righini         | Roberto Viticci Righini  | Roberto Viticci Righini  | 2 570   | 0,43    | Alleanza Nazionale Monarchica          | 2 387   | 0,55  | –     |
| Totale                         | Totale                          | 488 688                  | 100                      | 602 201 | 100     |                                        | 435 815 | 100   | 50    |
|                                |                                 |                          |                          |         |         |                                        |         |       |       |
| Fonte: Ministero dell'interno  |                                 |                          |                          |         |         |                                        |         |       |       |

### Novara
| Candidati                            | Candidati                | II turno             | II turno        | I turno | I turno | Liste                                         | Voti   | %     | Seggi |
| Candidati                            | Candidati                | Voti                 | %               | Voti    | %       | Liste                                         | Voti   | %     | Seggi |
| ------------------------------------ | ------------------------ | -------------------- | --------------- | ------- | ------- | --------------------------------------------- | ------ | ----- | ----- |
|                                      | Sergio Merusi ✔️ Sindaco | 31 392               | 51,62           | 17 684  | 25,73   | Lega Nord                                     | 15 232 | 26,74 | 24    |
|                                      | Fernando Cardinali       | 29 426               | 48,38           | 22 375  | 32,56   | Partito Democratico della Sinistra            | 6 044  | 10,61 | 2     |
| Alleanza Democratica                 | Fernando Cardinali       | 29 426               | 48,38           | 22 375  | 32,56   | 5 427                                         | 9,53   | 2     |       |
| Federazione dei Verdi                | Fernando Cardinali       | 29 426               | 48,38           | 22 375  | 32,56   | 3 079                                         | 5,41   | 1     |       |
| Partito della Rifondazione Comunista | Fernando Cardinali       | 29 426               | 48,38           | 22 375  | 32,56   | 2 470                                         | 4,34   | 1     |       |
| La Rete                              | Fernando Cardinali       | 29 426               | 48,38           | 22 375  | 32,56   | 1 135                                         | 1,99   | –     |       |
| Seggio di coalizione                 | Seggio di coalizione     | Seggio di coalizione | 48,38           | 22 375  | 32,56   | 1                                             |        |       |       |
|                                      | Edoardo Ferlito          | Edoardo Ferlito      | Edoardo Ferlito | 12 936  | 18,82   | Democrazia Cristiana                          | 9 990  | 17,54 | 3     |
| Lista per Novara                     | Edoardo Ferlito          | Edoardo Ferlito      | Edoardo Ferlito | 12 936  | 18,82   | 2 708                                         | 4,75   | 1     |       |
| Seggio di coalizione                 | Seggio di coalizione     | Seggio di coalizione | Edoardo Ferlito | 12 936  | 18,82   | 1                                             |        |       |       |
|                                      | Antonio Malerba          | Antonio Malerba      | Antonio Malerba | 12 429  | 18,09   | Socialismo Novarese                           | 5 064  | 8,89  | 1     |
| Lista Civica                         | Antonio Malerba          | Antonio Malerba      | Antonio Malerba | 12 429  | 18,09   | 3 023                                         | 5,31   | 1     |       |
| Seggio di coalizione                 | Seggio di coalizione     | Seggio di coalizione | Antonio Malerba | 12 429  | 18,09   | 1                                             |        |       |       |
|                                      | Gianni Mancuso           | Gianni Mancuso       | Gianni Mancuso  | 3 300   | 4,80    | Movimento Sociale Italiano - Destra Nazionale | 2 785  | 4,89  | –     |
| Seggio di coalizione                 | Seggio di coalizione     | Seggio di coalizione | Gianni Mancuso  | 3 300   | 4,80    | 1                                             |        |       |       |
| Totale                               | Totale                   | 60 818               | 100             | 68 724  | 100     |                                               | 56 957 | 100   | 40    |
|                                      |                          |                      |                 |         |         |                                               |        |       |       |
| Fonte: Ministero dell'interno        |                          |                      |                 |         |         |                                               |        |       |       |

### Vercelli
| Candidati                     | Candidati                            | II turno             | II turno           | I turno | I turno | Liste                                         | Voti   | %     | Seggi |
| Candidati                     | Candidati                            | Voti                 | %                  | Voti    | %       | Liste                                         | Voti   | %     | Seggi |
| ----------------------------- | ------------------------------------ | -------------------- | ------------------ | ------- | ------- | --------------------------------------------- | ------ | ----- | ----- |
|                               | Mietta Baracchi Bavagnoli ✔️ Sindaco | 16 926               | 56,62              | 9 100   | 26,16   | Lega Nord                                     | 8 863  | 26,96 | 24    |
|                               | Giorgio Gaietta                      | 12 967               | 43,38              | 4 837   | 13,90   | Partito Democratico della Sinistra            | 4 609  | 14,02 | 3     |
| Seggio di coalizione          | Seggio di coalizione                 | Seggio di coalizione | 43,38              | 4 837   | 13,90   | 1                                             |        |       |       |
|                               | Carla Sala Pollero                   | Carla Sala Pollero   | Carla Sala Pollero | 4 045   | 11,63   | Democratici per Vercelli                      | 3 889  | 11,83 | 2     |
| Seggio di coalizione          | Seggio di coalizione                 | Seggio di coalizione | Carla Sala Pollero | 4 045   | 11,63   | 1                                             |        |       |       |
|                               | Francesco Radaelli                   | Francesco Radaelli   | Francesco Radaelli | 3 396   | 9,76    | Alleanza Popolare - Mani Pulite               | 3 119  | 9,49  | 1     |
| Seggio di coalizione          | Seggio di coalizione                 | Seggio di coalizione | Francesco Radaelli | 3 396   | 9,76    | 1                                             |        |       |       |
|                               | Dario Roasio                         | Dario Roasio         | Dario Roasio       | 3 238   | 9,31    | Partito della Rifondazione Comunista          | 2 762  | 8,40  | 1     |
| Seggio di coalizione          | Seggio di coalizione                 | Seggio di coalizione | Dario Roasio       | 3 238   | 9,31    | 1                                             |        |       |       |
|                               | Carlo Boggio                         | Carlo Boggio         | Carlo Boggio       | 2 491   | 7,16    | Lista per Vercelli                            | 2 129  | 6,48  | –     |
| Seggio di coalizione          | Seggio di coalizione                 | Seggio di coalizione | Carlo Boggio       | 2 491   | 7,16    | 1                                             |        |       |       |
|                               | Mario Ricciardi                      | Mario Ricciardi      | Mario Ricciardi    | 2 007   | 5,77    | Insieme per la Città                          | 2 149  | 6,54  | –     |
| Seggio di coalizione          | Seggio di coalizione                 | Seggio di coalizione | Mario Ricciardi    | 2 007   | 5,77    | 1                                             |        |       |       |
|                               | Bruno Aquilini                       | Bruno Aquilini       | Bruno Aquilini     | 1 946   | 5,59    | Movimento Sociale Italiano - Destra Nazionale | 1 701  | 5,17  | –     |
| Seggio di coalizione          | Seggio di coalizione                 | Seggio di coalizione | Bruno Aquilini     | 1 946   | 5,59    | 1                                             |        |       |       |
|                               | Gabriele Bagnasco                    | Gabriele Bagnasco    | Gabriele Bagnasco  | 1 552   | 4,46    | Federazione dei Verdi (A)                     | 1 422  | 4,33  | –     |
| Seggio di coalizione          | Seggio di coalizione                 | Seggio di coalizione | Gabriele Bagnasco  | 1 552   | 4,46    | 1                                             |        |       |       |
|                               | Giuseppe Cannata                     | Giuseppe Cannata     | Giuseppe Cannata   | 1 312   | 3,77    | Indipendenti per Vercelli                     | 1 232  | 3,75  | –     |
| Seggio di coalizione          | Seggio di coalizione                 | Seggio di coalizione | Giuseppe Cannata   | 1 312   | 3,77    | 1                                             |        |       |       |
|                               | Riccardo Greppi                      | Riccardo Greppi      | Riccardo Greppi    | 863     | 2,48    | Partito Liberale Italiano                     | 999    | 3,04  | –     |
| Totale                        | Totale                               | 29 893               | 100                | 34 787  | 100     |                                               | 32 874 | 100   | 40    |
|                               |                                      |                      |                    |         |         |                                               |        |       |       |
| Fonte: Ministero dell'interno |                                      |                      |                    |         |         |                                               |        |       |       |

## Lombardia

### Milano
| Candidati                               | Candidati                   | II turno               | II turno               | I turno | I turno | Liste                                         | Voti    | %     | Seggi |
| Candidati                               | Candidati                   | Voti                   | %                      | Voti    | %       | Liste                                         | Voti    | %     | Seggi |
| --------------------------------------- | --------------------------- | ---------------------- | ---------------------- | ------- | ------- | --------------------------------------------- | ------- | ----- | ----- |
|                                         | Marco Formentini ✔️ Sindaco | 452 868                | 57,08                  | 346 537 | 38,82   | Lega Nord                                     | 307 122 | 40,86 | 36    |
|                                         | Nando dalla Chiesa          | 340 553                | 42,92                  | 271 294 | 30,39   | Partito della Rifondazione Comunista          | 85 349  | 11,36 | 6     |
| Partito Democratico della Sinistra      | Nando dalla Chiesa          | 340 553                | 42,92                  | 271 294 | 30,39   | 66 250                                        | 8,81    | 4     |       |
| La Rete                                 | Nando dalla Chiesa          | 340 553                | 42,92                  | 271 294 | 30,39   | 26 884                                        | 3,58    | 1     |       |
| Verdi per Milano                        | Nando dalla Chiesa          | 340 553                | 42,92                  | 271 294 | 30,39   | 23 150                                        | 3,08    | 1     |       |
| Lista per Milano                        | Nando dalla Chiesa          | 340 553                | 42,92                  | 271 294 | 30,39   | 10 683                                        | 1,42    | –     |       |
| Seggio di coalizione                    | Seggio di coalizione        | Seggio di coalizione   | 42,92                  | 271 294 | 30,39   | 1                                             |         |       |       |
|                                         | Piero Bassetti              | Piero Bassetti         | Piero Bassetti         | 97 095  | 10,88   | Democrazia Cristiana                          | 70 881  | 9,43  | 4     |
| Con le Donne per Ricostruire Milano     | Piero Bassetti              | Piero Bassetti         | Piero Bassetti         | 97 095  | 10,88   | 5 145                                         | 0,68    | –     |       |
| Partito Socialista Democratico Italiano | Piero Bassetti              | Piero Bassetti         | Piero Bassetti         | 97 095  | 10,88   | 2 790                                         | 0,37    | –     |       |
| Federalismo                             | Piero Bassetti              | Piero Bassetti         | Piero Bassetti         | 97 095  | 10,88   | 2 311                                         | 0,31    | –     |       |
| Seggio di coalizione                    | Seggio di coalizione        | Seggio di coalizione   | Piero Bassetti         | 97 095  | 10,88   | 1                                             |         |       |       |
|                                         | Adriano Teso                | Adriano Teso           | Adriano Teso           | 60 121  | 6,74    | Patto con Milano                              | 51 763  | 6,89  | 2     |
| Seggio di coalizione                    | Seggio di coalizione        | Seggio di coalizione   | Adriano Teso           | 60 121  | 6,74    | 1                                             |         |       |       |
|                                         | Giampiero Borghini          | Giampiero Borghini     | Giampiero Borghini     | 54 856  | 6,15    | Borghini Fiducia in Milano                    | 28 044  | 3,73  | 1     |
| Socialisti e Riformisti per Milano      | Giampiero Borghini          | Giampiero Borghini     | Giampiero Borghini     | 54 856  | 6,15    | 12 185                                        | 1,62    | –     |       |
| Seggio di coalizione                    | Seggio di coalizione        | Seggio di coalizione   | Giampiero Borghini     | 54 856  | 6,15    | 1                                             |         |       |       |
|                                         | Riccardo De Corato          | Riccardo De Corato     | Riccardo De Corato     | 25 899  | 2,90    | Movimento Sociale Italiano - Destra Nazionale | 25 205  | 3,35  | 1     |
| Seggio di coalizione                    | Seggio di coalizione        | Seggio di coalizione   | Riccardo De Corato     | 25 899  | 2,90    | 1                                             |         |       |       |
|                                         | Pier Gianni Prosperini      | Pier Gianni Prosperini | Pier Gianni Prosperini | 10 012  | 1,12    | Lega Alpina Lumbarda                          | 8 677   | 1,15  | –     |
|                                         | Angela Bossi                | Angela Bossi           | Angela Bossi           | 8 157   | 0,91    | Alleanza Lombarda Autonomia                   | 7 855   | 1,05  | –     |
|                                         | Tiziana Maiolo              | Tiziana Maiolo         | Tiziana Maiolo         | 7 485   | 0,84    | Giustizia Ecologia Libertà                    | 6 214   | 0,83  | –     |
|                                         | Arman Armand                | Arman Armand           | Arman Armand           | 4 586   | 0,51    | Lega Pensionati - Lista per la Lombardia      | 4 536   | 0,60  | –     |
|                                         | Claudio Stroppa             | Claudio Stroppa        | Claudio Stroppa        | 3 926   | 0,44    | Pensionati - Lista Stroppa                    | 3 845   | 0,51  | –     |
|                                         | Carlo Fatuzzo               | Carlo Fatuzzo          | Carlo Fatuzzo          | 2 616   | 0,29    | Partito Pensionati                            | 2 716   | 0,36  | –     |
| Totale                                  | Totale                      | 793 421                | 100                    | 892 584 | 100     |                                               | 751 608 | 100   | 60    |
|                                         |                             |                        |                        |         |         |                                               |         |       |       |
| Fonte: Ministero dell'interno           |                             |                        |                        |         |         |                                               |         |       |       |

1. ↑  Lista sostenuta da PRI e PLI.
2. ↑  Lista sostenuta dal PR.

### Lecco
| Candidati                     | Candidati                    | II turno             | II turno         | I turno | I turno | Liste                                         | Voti   | %     | Seggi |
| Candidati                     | Candidati                    | Voti                 | %                | Voti    | %       | Liste                                         | Voti   | %     | Seggi |
| ----------------------------- | ---------------------------- | -------------------- | ---------------- | ------- | ------- | --------------------------------------------- | ------ | ----- | ----- |
|                               | Giuseppe Pogliani ✔️ Sindaco | 14 602               | 56,30            | 11 535  | 36,22   | Lega Nord                                     | 10 724 | 37,71 | 24    |
|                               | Rosangela Granata            | 11 332               | 43,70            | 8 571   | 26,91   | Per Lecco (PDS - FdV - La Rete)               | 5 238  | 18,42 | 5     |
| Lista Marco Pannella          | Rosangela Granata            | 11 332               | 43,70            | 8 571   | 26,91   | 919                                           | 3,23   | 1     |       |
| Seggio di coalizione          | Seggio di coalizione         | Seggio di coalizione | 43,70            | 8 571   | 26,91   | 1                                             |        |       |       |
|                               | Mario Magnani                | Mario Magnani        | Mario Magnani    | 6 665   | 20,93   | Democrazia Cristiana                          | 6 846  | 24,07 | 6     |
| Seggio di coalizione          | Seggio di coalizione         | Seggio di coalizione | Mario Magnani    | 6 665   | 20,93   | 1                                             |        |       |       |
|                               | Marco Cariboni               | Marco Cariboni       | Marco Cariboni   | 2 179   | 6,84    | Indipendenti                                  | 1 736  | 6,10  | –     |
| Seggio di coalizione          | Seggio di coalizione         | Seggio di coalizione | Marco Cariboni   | 2 179   | 6,84    | 1                                             |        |       |       |
|                               | Giovanni Manzoni             | Giovanni Manzoni     | Giovanni Manzoni | 1 058   | 3,32    | Partito della Rifondazione Comunista          | 1 068  | 3,76  | –     |
| Seggio di coalizione          | Seggio di coalizione         | Seggio di coalizione | Giovanni Manzoni | 1 058   | 3,32    | 1                                             |        |       |       |
|                               | Angelo Radaelli              | Angelo Radaelli      | Angelo Radaelli  | 701     | 2,20    | Movimento Sociale Italiano - Destra Nazionale | 705    | 2,48  | –     |
|                               | Luigi Gasparini              | Luigi Gasparini      | Luigi Gasparini  | 660     | 2,07    | Partito Socialista Italiano                   | 727    | 2,56  | –     |
|                               | Bianca Malgrati              | Bianca Malgrati      | Bianca Malgrati  | 480     | 1,51    | Partito Pensionati                            | 476    | 1,67  | –     |
| Totale                        | Totale                       | 25 934               | 100              | 31 849  | 100     |                                               | 28 439 | 100   | 40    |
|                               |                              |                      |                  |         |         |                                               |        |       |       |
| Fonte: Ministero dell'interno |                              |                      |                  |         |         |                                               |        |       |       |

### Pavia
| Candidati                            | Candidati                           | II turno             | II turno         | I turno | I turno | Liste                                         | Voti   | %     | Seggi |
| Candidati                            | Candidati                           | Voti                 | %                | Voti    | %       | Liste                                         | Voti   | %     | Seggi |
| ------------------------------------ | ----------------------------------- | -------------------- | ---------------- | ------- | ------- | --------------------------------------------- | ------ | ----- | ----- |
|                                      | Rodolfo Jannaccone-Pazzi ✔️ Sindaco | 29 572               | 64,42            | 22 930  | 43,19   | Lega Nord                                     | 21 515 | 44,75 | 24    |
|                                      | Carla Torselli                      | 16 331               | 35,58            | 13 747  | 25,89   | Pavia dei Cittadini (PDS - FdV - La Rete)     | 7 293  | 15,17 | 4     |
| Partito della Rifondazione Comunista | Carla Torselli                      | 16 331               | 35,58            | 13 747  | 25,89   | 3 936                                         | 8,19   | 2     |       |
| Seggio di coalizione                 | Seggio di coalizione                | Seggio di coalizione | 35,58            | 13 747  | 25,89   | 1                                             |        |       |       |
|                                      | Vittorio Poma                       | Vittorio Poma        | Vittorio Poma    | 11 607  | 21,86   | Alleanza Popolare Pavese (DC - PSDI - PLI)    | 8 391  | 17,45 | 5     |
| Rinnovare Pavia                      | Vittorio Poma                       | Vittorio Poma        | Vittorio Poma    | 11 607  | 21,86   | 2 315                                         | 4,82   | 1     |       |
| Seggio di coalizione                 | Seggio di coalizione                | Seggio di coalizione | Vittorio Poma    | 11 607  | 21,86   | 1                                             |        |       |       |
|                                      | Carlo Nola                          | Carlo Nola           | Carlo Nola       | 1 890   | 3,56    | Movimento Sociale Italiano - Destra Nazionale | 1 861  | 3,87  | –     |
| Seggio di coalizione                 | Seggio di coalizione                | Seggio di coalizione | Carlo Nola       | 1 890   | 3,56    | 1                                             |        |       |       |
|                                      | Angelo Lepore                       | Angelo Lepore        | Angelo Lepore    | 1 628   | 3,07    | Partito Repubblicano Italiano                 | 1 502  | 3,12  | –     |
| Seggio di coalizione                 | Seggio di coalizione                | Seggio di coalizione | Angelo Lepore    | 1 628   | 3,07    | 1                                             |        |       |       |
|                                      | Gabriella Barone                    | Gabriella Barone     | Gabriella Barone | 1 293   | 2,44    | Partito Pensionati                            | 1 265  | 2,63  | –     |
| Totale                               | Totale                              | 45 903               | 100              | 53 095  | 100     |                                               | 48 078 | 100   | 40    |
|                                      |                                     |                      |                  |         |         |                                               |        |       |       |
| Fonte: Ministero dell'interno        |                                     |                      |                  |         |         |                                               |        |       |       |

## Veneto

### Belluno
| Candidati                     | Candidati                    | II turno             | II turno           | I turno | I turno | Liste                                                      | Voti   | %     | Seggi |
| Candidati                     | Candidati                    | Voti                 | %                  | Voti    | %       | Liste                                                      | Voti   | %     | Seggi |
| ----------------------------- | ---------------------------- | -------------------- | ------------------ | ------- | ------- | ---------------------------------------------------------- | ------ | ----- | ----- |
|                               | Maurizio Fistarol ✔️ Sindaco | 11 593               | 54,68              | 7 453   | 30,81   | Alleanza di Progresso (PDS - PSI - PSDI - PRI - PLI - FdV) | 6 646  | 29,42 | 24    |
|                               | Stefano Talamini             | 9 610                | 45,32              | 8 021   | 33,16   | Lega Nord                                                  | 7 623  | 33,75 | 7     |
| Seggio di coalizione          | Seggio di coalizione         | Seggio di coalizione | 45,32              | 8 021   | 33,16   | 1                                                          |        |       |       |
|                               | Gianclaudio Bressa           | Gianclaudio Bressa   | Gianclaudio Bressa | 6 957   | 28,76   | Popolari per Belluno (DC - PPR)                            | 6 549  | 28,99 | 6     |
| Seggio di coalizione          | Seggio di coalizione         | Seggio di coalizione | Gianclaudio Bressa | 6 957   | 28,76   | 1                                                          |        |       |       |
|                               | Francesco Rasera             | Francesco Rasera     | Francesco Rasera   | 880     | 3,64    | Partito della Rifondazione Comunista                       | 919    | 4,07  | –     |
| Seggio di coalizione          | Seggio di coalizione         | Seggio di coalizione | Francesco Rasera   | 880     | 3,64    | 1                                                          |        |       |       |
|                               | Paolo Serafini               | Paolo Serafini       | Paolo Serafini     | 876     | 3,62    | Alleanza Nazionale Belluno                                 | 853    | 3,78  | –     |
| Totale                        | Totale                       | 21 203               | 100                | 24 187  | 100     |                                                            | 22 590 | 100   | 40    |
|                               |                              |                      |                    |         |         |                                                            |        |       |       |
| Fonte: Ministero dell'interno |                              |                      |                    |         |         |                                                            |        |       |       |

## Friuli-Venezia Giulia

### Pordenone
| Candidati                            | Candidati                 | II turno              | II turno              | I turno | I turno | Liste                                         | Voti   | %     | Seggi |
| Candidati                            | Candidati                 | Voti                  | %                     | Voti    | %       | Liste                                         | Voti   | %     | Seggi |
| ------------------------------------ | ------------------------- | --------------------- | --------------------- | ------- | ------- | --------------------------------------------- | ------ | ----- | ----- |
|                                      | Alfredo Pasini ✔️ Sindaco | 17 782                | 57,04                 | 7 977   | 23,19   | Lega Nord                                     | 7 479  | 24,90 | 24    |
|                                      | Maria Alberta Manzon      | 13 393                | 42,96                 | 11 587  | 33,68   | Sì per Pordenone (PPR - PRI - PLI - La Rete)  | 5 539  | 18,44 | 4     |
| Partito Democratico della Sinistra   | Maria Alberta Manzon      | 13 393                | 42,96                 | 11 587  | 33,68   | 2 061                                         | 6,86   | 1     |       |
| Unità Democratica (PSI - PSDI - FdV) | Maria Alberta Manzon      | 13 393                | 42,96                 | 11 587  | 33,68   | 1 765                                         | 5,88   | 1     |       |
| Seggio di coalizione                 | Seggio di coalizione      | Seggio di coalizione  | 42,96                 | 11 587  | 33,68   | 1                                             |        |       |       |
|                                      | Gastone Parigi            | Gastone Parigi        | Gastone Parigi        | 5 888   | 17,11   | Movimento Sociale Italiano - Destra Nazionale | 4 265  | 14,20 | 2     |
| Seggio di coalizione                 | Seggio di coalizione      | Seggio di coalizione  | Gastone Parigi        | 5 888   | 17,11   | 1                                             |        |       |       |
|                                      | Giuseppe Pezzot           | Giuseppe Pezzot       | Giuseppe Pezzot       | 5 730   | 16,66   | Democrazia Cristiana                          | 5 970  | 19,88 | 4     |
| Seggio di coalizione                 | Seggio di coalizione      | Seggio di coalizione  | Giuseppe Pezzot       | 5 730   | 16,66   | 1                                             |        |       |       |
|                                      | Dante Vivan               | Dante Vivan           | Dante Vivan           | 2 091   | 6,08    | Partito della Rifondazione Comunista          | 1 859  | 6,19  | –     |
| Seggio di coalizione                 | Seggio di coalizione      | Seggio di coalizione  | Dante Vivan           | 2 091   | 6,08    | 1                                             |        |       |       |
|                                      | Silvestro Silvestrini     | Silvestro Silvestrini | Silvestro Silvestrini | 1 131   | 3,29    | Lega Autonomia Friuli                         | 1 094  | 3,64  | –     |
| Totale                               | Totale                    | 31 175                | 100                   | 34 404  | 100     |                                               | 30 032 | 100   | 40    |
|                                      |                           |                       |                       |         |         |                                               |        |       |       |
| Fonte: Ministero dell'interno        |                           |                       |                       |         |         |                                               |        |       |       |

## Emilia-Romagna

### Ravenna
| Candidati                     | Candidati                       | II turno             | II turno         | I turno | I turno | Liste                                | Voti   | %     | Seggi |
| Candidati                     | Candidati                       | Voti                 | %                | Voti    | %       | Liste                                | Voti   | %     | Seggi |
| ----------------------------- | ------------------------------- | -------------------- | ---------------- | ------- | ------- | ------------------------------------ | ------ | ----- | ----- |
|                               | Pier Paolo D'Attorre ✔️ Sindaco | 48 711               | 55,92            | 37 421  | 38,92   | Partito Democratico della Sinistra   | 36 226 | 38,70 | 24    |
|                               | Ezio Fedele Brini               | 38 398               | 44,08            | 25 299  | 26,31   | Alleanza per Ravenna                 | 24 514 | 26,19 | 6     |
| Seggio di coalizione          | Seggio di coalizione            | Seggio di coalizione | 44,08            | 25 299  | 26,31   | 1                                    |        |       |       |
|                               | Sergio Guerra                   | Sergio Guerra        | Sergio Guerra    | 11 302  | 11,75   | Democrazia Cristiana                 | 11 422 | 12,20 | 2     |
| Seggio di coalizione          | Seggio di coalizione            | Seggio di coalizione | Sergio Guerra    | 11 302  | 11,75   | 1                                    |        |       |       |
|                               | Claudio Monti                   | Claudio Monti        | Claudio Monti    | 9 540   | 9,92    | Lega Nord                            | 9 384  | 10,03 | 2     |
| Seggio di coalizione          | Seggio di coalizione            | Seggio di coalizione | Claudio Monti    | 9 540   | 9,92    | 1                                    |        |       |       |
|                               | Giuseppe Capra                  | Giuseppe Capra       | Giuseppe Capra   | 9 440   | 9,82    | Partito della Rifondazione Comunista | 5 700  | 6,09  | 1     |
| Federazione dei Verdi         | Giuseppe Capra                  | Giuseppe Capra       | Giuseppe Capra   | 9 440   | 9,82    | 2 138                                | 2,28   | –     |       |
| La Rete                       | Giuseppe Capra                  | Giuseppe Capra       | Giuseppe Capra   | 9 440   | 9,82    | 1 042                                | 1,11   | –     |       |
| Seggio di coalizione          | Seggio di coalizione            | Seggio di coalizione | Giuseppe Capra   | 9 440   | 9,82    | 1                                    |        |       |       |
|                               | Enrico Tabanelli                | Enrico Tabanelli     | Enrico Tabanelli | 3 156   | 3,28    | Partito Socialista Italiano          | 3 172  | 3,39  | –     |
| Seggio di coalizione          | Seggio di coalizione            | Seggio di coalizione | Enrico Tabanelli | 3 156   | 3,28    | 1                                    |        |       |       |
| Totale                        | Totale                          | 87 109               | 100              | 96 158  | 100     |                                      | 93 598 | 100   | 40    |
|                               |                                 |                      |                  |         |         |                                      |        |       |       |
| Fonte: Ministero dell'interno |                                 |                      |                  |         |         |                                      |        |       |       |

## Toscana

### Grosseto
| Candidati                     | Candidati                    | II turno              | II turno              | I turno | I turno | Liste                                                | Voti   | %     | Seggi |
| Candidati                     | Candidati                    | Voti                  | %                     | Voti    | %       | Liste                                                | Voti   | %     | Seggi |
| ----------------------------- | ---------------------------- | --------------------- | --------------------- | ------- | ------- | ---------------------------------------------------- | ------ | ----- | ----- |
|                               | Loriano Valentini ✔️ Sindaco | 23 836                | 52,81                 | 18 398  | 38,17   | Alleanza per Grosseto (PDS - PRI - FdV - Etica 2000) | 17 680 | 39,39 | 24    |
|                               | Fausto Giunta                | 21 297                | 47,19                 | 15 492  | 32,14   | Rinnovamento (PSI - PSDI - PLI - Lista Pannella)     | 7 447  | 16,59 | 5     |
| Democrazia Cristiana          | Fausto Giunta                | 21 297                | 47,19                 | 15 492  | 32,14   | 6 674                                                | 14,87  | 4     |       |
| Seggio di coalizione          | Seggio di coalizione         | Seggio di coalizione  | 47,19                 | 15 492  | 32,14   | 1                                                    |        |       |       |
|                               | Raniero Amarugi              | Raniero Amarugi       | Raniero Amarugi       | 4 288   | 8,90    | Partito della Rifondazione Comunista                 | 4 000  | 8,91  | 1     |
| Seggio di coalizione          | Seggio di coalizione         | Seggio di coalizione  | Raniero Amarugi       | 4 288   | 8,90    | 1                                                    |        |       |       |
|                               | Alessandro Guidoni           | Alessandro Guidoni    | Alessandro Guidoni    | 3 927   | 8,15    | Movimento Sociale Italiano - Destra Nazionale        | 3 639  | 8,11  | 1     |
| Seggio di coalizione          | Seggio di coalizione         | Seggio di coalizione  | Alessandro Guidoni    | 3 927   | 8,15    | 1                                                    |        |       |       |
|                               | Stefano Carotta              | Stefano Carotta       | Stefano Carotta       | 2 395   | 4,97    | Lega Nord                                            | 2 288  | 5,10  | –     |
| Seggio di coalizione          | Seggio di coalizione         | Seggio di coalizione  | Stefano Carotta       | 2 395   | 4,97    | 1                                                    |        |       |       |
|                               | Gastone Romualdi             | Gastone Romualdi      | Gastone Romualdi      | 2 253   | 4,67    | Testimonianza per la Città                           | 1 899  | 4,23  | –     |
| Seggio di coalizione          | Seggio di coalizione         | Seggio di coalizione  | Gastone Romualdi      | 2 253   | 4,67    | 1                                                    |        |       |       |
|                               | Roberto Sorace               | Roberto Sorace        | Roberto Sorace        | 765     | 1,59    | La Rete                                              | 637    | 1,42  | –     |
|                               | Alessandro Mazzarelli        | Alessandro Mazzarelli | Alessandro Mazzarelli | 681     | 1,41    | Lega Autonomista Toscana - M.A.T.                    | 623    | 1,39  | –     |
| Totale                        | Totale                       | 45 133                | 100                   | 48 199  | 100     |                                                      | 44 887 | 100   | 40    |
|                               |                              |                       |                       |         |         |                                                      |        |       |       |
| Fonte: Ministero dell'interno |                              |                       |                       |         |         |                                                      |        |       |       |

### Siena
| Candidati                     | Candidati                    | II turno             | II turno             | I turno | I turno | Liste                                         | Voti   | %     | Seggi |
| Candidati                     | Candidati                    | Voti                 | %                    | Voti    | %       | Liste                                         | Voti   | %     | Seggi |
| ----------------------------- | ---------------------------- | -------------------- | -------------------- | ------- | ------- | --------------------------------------------- | ------ | ----- | ----- |
|                               | Pierluigi Piccini ✔️ Sindaco | 18 667               | 55,95                | 15 123  | 37,80   | Partito Democratico della Sinistra            | 13 449 | 35,89 | 24    |
|                               | Vittorio Carnesecchi         | 14 694               | 44,05                | 8 947   | 22,36   | Democrazia Cristiana                          | 7 715  | 20,59 | 5     |
| Seggio di coalizione          | Seggio di coalizione         | Seggio di coalizione | 44,05                | 8 947   | 22,36   | 1                                             |        |       |       |
|                               | Achille Neri                 | Achille Neri         | Achille Neri         | 6 738   | 16,84   | Alleanza per Siena                            | 5 808  | 15,50 | 3     |
| Seggio di coalizione          | Seggio di coalizione         | Seggio di coalizione | Achille Neri         | 6 738   | 16,84   | 1                                             |        |       |       |
|                               | Mario Menicori               | Mario Menicori       | Mario Menicori       | 4 190   | 10,47   | Insieme per Siena (PSI - PSDI - PLI)          | 5 484  | 14,64 | 3     |
| Seggio di coalizione          | Seggio di coalizione         | Seggio di coalizione | Mario Menicori       | 4 190   | 10,47   | 1                                             |        |       |       |
|                               | Eriase Belardi Merlo         | Eriase Belardi Merlo | Eriase Belardi Merlo | 2 548   | 6,37    | Partito della Rifondazione Comunista          | 2 430  | 6,49  | –     |
| Seggio di coalizione          | Seggio di coalizione         | Seggio di coalizione | Eriase Belardi Merlo | 2 548   | 6,37    | 1                                             |        |       |       |
|                               | Amedeo Monfardini            | Amedeo Monfardini    | Amedeo Monfardini    | 1 839   | 4,60    | Movimento Sociale Italiano - Destra Nazionale | 1 982  | 5,29  | –     |
| Seggio di coalizione          | Seggio di coalizione         | Seggio di coalizione | Amedeo Monfardini    | 1 839   | 4,60    | 1                                             |        |       |       |
|                               | Roberto Marchionni           | Roberto Marchionni   | Roberto Marchionni   | 621     | 1,55    | Lega Autonomista Toscana - M.A.T.             | 601    | 1,60  | –     |
| Totale                        | Totale                       | 33 361               | 100                  | 40 006  | 100     |                                               | 37 469 | 100   | 40    |
|                               |                              |                      |                      |         |         |                                               |        |       |       |
| Fonte: Ministero dell'interno |                              |                      |                      |         |         |                                               |        |       |       |

## Umbria

### Terni
| Candidati                     | Candidati                     | II turno             | II turno            | I turno | I turno | Liste                                         | Voti   | %     | Seggi |
| Candidati                     | Candidati                     | Voti                 | %                   | Voti    | %       | Liste                                         | Voti   | %     | Seggi |
| ----------------------------- | ----------------------------- | -------------------- | ------------------- | ------- | ------- | --------------------------------------------- | ------ | ----- | ----- |
|                               | Gianfranco Ciaurro ✔️ Sindaco | 33 702               | 50,16               | 14 840  | 20,77   | Alleanza per Terni                            | 12 349 | 18,45 | 24    |
|                               | Franco Giustinelli            | 33 488               | 49,84               | 24 043  | 33,65   | Partito Democratico della Sinistra            | 22 071 | 32,97 | 7     |
| Seggio di coalizione          | Seggio di coalizione          | Seggio di coalizione | 49,84               | 24 043  | 33,65   | 1                                             |        |       |       |
|                               | Renzo Nicolini                | Renzo Nicolini       | Renzo Nicolini      | 10 284  | 14,39   | Democrazia Cristiana                          | 10 369 | 15,49 | 3     |
| Seggio di coalizione          | Seggio di coalizione          | Seggio di coalizione | Renzo Nicolini      | 10 284  | 14,39   | 1                                             |        |       |       |
|                               | Renato Govino                 | Renato Govino        | Renato Govino       | 4 341   | 6,08    | Partito della Rifondazione Comunista          | 4 527  | 6,76  | –     |
| Seggio di coalizione          | Seggio di coalizione          | Seggio di coalizione | Renato Govino       | 4 341   | 6,08    | 1                                             |        |       |       |
|                               | Antonella Baioletti           | Antonella Baioletti  | Antonella Baioletti | 4 150   | 5,81    | Movimento Sociale Italiano - Destra Nazionale | 4 245  | 6,34  | –     |
| Seggio di coalizione          | Seggio di coalizione          | Seggio di coalizione | Antonella Baioletti | 4 150   | 5,81    | 1                                             |        |       |       |
|                               | Stefania Parisi               | Stefania Parisi      | Stefania Parisi     | 3 959   | 5,54    | Unione Civica Terni                           | 3 030  | 4,53  | –     |
| Seggio di coalizione          | Seggio di coalizione          | Seggio di coalizione | Stefania Parisi     | 3 959   | 5,54    | 1                                             |        |       |       |
|                               | Sergio Lera                   | Sergio Lera          | Sergio Lera         | 3 389   | 4,74    | Partito Socialista Italiano                   | 4 120  | 6,15  | –     |
| Seggio di coalizione          | Seggio di coalizione          | Seggio di coalizione | Sergio Lera         | 3 389   | 4,74    | 1                                             |        |       |       |
|                               | Torquato Secci                | Torquato Secci       | Torquato Secci      | 2 320   | 3,25    | La Rete                                       | 1 875  | 2,80  | –     |
|                               | Antonio Tacconi               | Antonio Tacconi      | Antonio Tacconi     | 1 427   | 2,00    | Giovani per Terni                             | 1 432  | 2,14  | –     |
|                               | Paolo Lonardi                 | Paolo Lonardi        | Paolo Lonardi       | 1 260   | 1,76    | Caccia Pesca Ambiente                         | 1 323  | 1,98  | –     |
|                               | Flavio Frontini               | Flavio Frontini      | Flavio Frontini     | 880     | 1,23    | Federazione dei Verdi                         | 913    | 1,36  | –     |
|                               | Sabrina Dindrini              | Sabrina Dindrini     | Sabrina Dindrini    | 557     | 0,78    | Partito Socialista Democratico Italiano       | 694    | 1,04  | –     |
| Totale                        | Totale                        | 67 190               | 100                 | 71 450  | 100     |                                               | 66 948 | 100   | 40    |
|                               |                               |                      |                     |         |         |                                               |        |       |       |
| Fonte: Ministero dell'interno |                               |                      |                     |         |         |                                               |        |       |       |

## Marche

### Ancona
| Candidati                     | Candidati                  | II turno             | II turno             | I turno | I turno | Liste                                         | Voti   | %     | Seggi |
| Candidati                     | Candidati                  | Voti                 | %                    | Voti    | %       | Liste                                         | Voti   | %     | Seggi |
| ----------------------------- | -------------------------- | -------------------- | -------------------- | ------- | ------- | --------------------------------------------- | ------ | ----- | ----- |
|                               | Renato Galeazzi ✔️ Sindaco | 42 057               | 71,49                | 31 873  | 46,46   | Partito Democratico della Sinistra            | 20 559 | 35,18 | 21    |
| Partito Repubblicano Italiano | Renato Galeazzi ✔️ Sindaco | 42 057               | 71,49                | 31 873  | 46,46   | 3 631                                         | 6,21   | 3     |       |
|                               | Luigi Di Murro             | 16 771               | 28,51                | 11 698  | 17,05   | Democrazia Cristiana                          | 11 659 | 19,95 | 5     |
| Seggio di coalizione          | Seggio di coalizione       | Seggio di coalizione | 28,51                | 11 698  | 17,05   | 1                                             |        |       |       |
|                               | Carlo Marcelletti          | Carlo Marcelletti    | Carlo Marcelletti    | 7 520   | 10,96   | Alleanza per Ancona                           | 6 226  | 10,65 | 2     |
| Seggio di coalizione          | Seggio di coalizione       | Seggio di coalizione | Carlo Marcelletti    | 7 520   | 10,96   | 1                                             |        |       |       |
|                               | Giorgio Grati              | Giorgio Grati        | Giorgio Grati        | 5 592   | 8,15    | Laici e Progressisti                          | 5 445  | 9,32  | 2     |
| Seggio di coalizione          | Seggio di coalizione       | Seggio di coalizione | Giorgio Grati        | 5 592   | 8,15    | 1                                             |        |       |       |
|                               | Carlo Ciccioli             | Carlo Ciccioli       | Carlo Ciccioli       | 4 360   | 6,36    | Movimento Sociale Italiano - Destra Nazionale | 3 871  | 6,62  | 1     |
| Seggio di coalizione          | Seggio di coalizione       | Seggio di coalizione | Carlo Ciccioli       | 4 360   | 6,36    | 1                                             |        |       |       |
|                               | Franco Boldrini            | Franco Boldrini      | Franco Boldrini      | 3 319   | 4,84    | Partito della Rifondazione Comunista          | 3 147  | 5,39  | –     |
| Seggio di coalizione          | Seggio di coalizione       | Seggio di coalizione | Franco Boldrini      | 3 319   | 4,84    | 1                                             |        |       |       |
|                               | Marco Moruzzi              | Marco Moruzzi        | Marco Moruzzi        | 2 794   | 4,07    | Federazione dei Verdi                         | 1 760  | 3,01  | –     |
| La Rete                       | Marco Moruzzi              | Marco Moruzzi        | Marco Moruzzi        | 2 794   | 4,07    | 619                                           | 1,06   | –     |       |
| Seggio di coalizione          | Seggio di coalizione       | Seggio di coalizione | Marco Moruzzi        | 2 794   | 4,07    | 1                                             |        |       |       |
|                               | Maria Rosa Berzolari       | Maria Rosa Berzolari | Maria Rosa Berzolari | 1 449   | 2,11    | Lega Nord                                     | 1 520  | 2,60  | –     |
| Totale                        | Totale                     | 58 828               | 100                  | 68 605  | 100     |                                               | 58 437 | 100   | 40    |
|                               |                            |                      |                      |         |         |                                               |        |       |       |
| Fonte: Ministero dell'interno |                            |                      |                      |         |         |                                               |        |       |       |

## Sicilia
La Sicilia, nel disciplinare con legge regionale la disciplina elettorale degli enti locali, fu la prima in Italia ad introdurre l'elezione diretta del sindaco. Secondo la legge elettorale siciliana (L.R. n. 7, 26 agosto 1992), il voto si esprimeva su due schede, l'una per l'elezione del Consiglio comunale e l'altra per l'elezione diretta del Sindaco.
Nei comuni con popolazione superiore a 10.000 abitanti, le liste potevano costituire una coalizione. L'apparentamento era ammesso esclusivamente tra le liste e non con i candidati alla carica di Sindaco. Il 70% dei seggi (con arrotondamento, in caso di numero frazionario, all'unità superiore) era assegnato proporzionalmente; i restanti seggi erano attribuiti, secondo il criterio proporzionale, per due terzi alla lista o al gruppo di liste coalizzate che avesse conseguito il maggior numero dei voti validi, e i seggi ulteriormente residui alla lista o alla coalizione di liste risultata seconda per numero di voti validi attribuiti (art. 23).

### Agrigento
| Candidati | Candidati                                                                 | Voti   | %     |
| --------- | ------------------------------------------------------------------------- | ------ | ----- |
|           | Giuseppe Arnone (Democratici per Agrigento - Rete) Accede al ballottaggio | 10.619 | 33,93 |
|           | Calogero Sodano (Insieme per Agrigento - PRI) Accede al ballottaggio      | 9.791  | 31,29 |
|           | Maria Pia Campanile (DC)                                                  | 6.986  | 22,32 |
|           | Carmelo Picarella (Scommessa per Agrigento)                               | 2.012  | 6,43  |
|           | Francesco Samaritano (MSI-DN)                                             | 1.886  | 6,03  |
| Totale    | Totale                                                                    | 31.294 | 100   |

| Liste                         | Liste                                         | Voti   | %     | Seggi |
| ----------------------------- | --------------------------------------------- | ------ | ----- | ----- |
|                               | Democrazia Cristiana                          | 14.245 | 42,76 | 19    |
|                               | Insieme per Agrigento                         | 6.146  | 18,45 | 8     |
| Partito Repubblicano Italiano | 1.882                                         | 5,65   | 1     |       |
|                               | Democratici per Agrigento (PDS-PRC-Verdi)     | 6.042  | 18,14 | 8     |
| La Rete                       | 2.440                                         | 7,32   | 3     |       |
|                               | Movimento Sociale Italiano - Destra Nazionale | 1.605  | 4,82  | 1     |
|                               | Scommessa per Agrigento                       | 953    | 2,86  | -     |
| Totale                        | Totale                                        | 33.313 | 100   | 40    |

Ballottaggio
| Candidati | Candidati                  | Voti   | %     |
| --------- | -------------------------- | ------ | ----- |
|           | Calogero Sodano ✔️ Sindaco | 15.041 | 50,73 |
|           | Giuseppe Arnone            | 14.606 | 49,27 |
| Totale    | Totale                     | 29.647 | 100   |

### Catania
| Candidati | Candidati                                                       | Voti    | %     |
| --------- | --------------------------------------------------------------- | ------- | ----- |
|           | Enzo Bianco (Patto per Catania) Accede al ballottaggio          | 76.025  | 40,43 |
|           | Claudio Fava (Rete - Progressisti - PRC) Accede al ballottaggio | 51.720  | 27,51 |
|           | Vincenzo Trantino (MSI-DN)                                      | 32.584  | 17,33 |
|           | Antonio Scavone (DC - Riformisti)                               | 23.060  | 12,26 |
|           | Mario Petrina (Lista civica)                                    | 4.632   | 2,46  |
| Totale    | Totale                                                          | 182.561 | 100   |

| Liste                                | Liste                                         | Voti    | %     | Seggi |
| ------------------------------------ | --------------------------------------------- | ------- | ----- | ----- |
|                                      | Democrazia Cristiana                          | 49.138  | 26,82 | 22    |
| Riformisti (PSI)                     | 9.976                                         | 5,46    | 4     |       |
|                                      | Patto per Catania (PDS - PRI - Verdi - PPR)   | 41.693  | 22,84 | 17    |
|                                      | La Rete                                       | 19.641  | 10,76 | 5     |
| Progressisti Catania                 | 16.038                                        | 8,79    | 4     |       |
| Partito della Rifondazione Comunista | 5.508                                         | 3,18    | 1     |       |
|                                      | Movimento Sociale Italiano - Destra Nazionale | 18.421  | 10,09 | 4     |
|                                      | Città Nostra                                  | 6.784   | 3,72  | 1     |
|                                      | Partito Socialista Democratico Italiano       | 5.876   | 3,22  | 1     |
|                                      | Movimento Popolare Catanese                   | 3.794   | 2,08  | 1     |
|                                      | Lega Italia Federale                          | 2.698   | 1,48  | -     |
|                                      | UCS                                           | 1.865   | 1,02  | -     |
|                                      | Fascismo e Libertà                            | 829     | 0,45  | -     |
| Totale                               | Totale                                        | 188.021 | 100   | 60    |

Ballottaggio
| Candidati | Candidati              | Voti    | %    |
| --------- | ---------------------- | ------- | ---- |
|           | Enzo Bianco ✔️ Sindaco | 81.326  | 52,1 |
|           | Claudio Fava           | 74.744  | 47,9 |
| Totale    | Totale                 | 156.070 | 100  |